# 全州李氏大同宗約院
全州李氏大同宗約院（ぜんしゅうりしだいどうそうやくいん）は、韓国の社団法人。ソウル特別市鍾路区に所在。
李氏朝鮮王朝の国王を輩出した全州李氏の末裔達が設立した社団法人。李王家継承者の決定、及び祭祀を行う。本団体によって選出された現在の李家30代当主は、李源である。